# Hospital Raymond-Poincaré
L'Hospital Raymond-Poincaré és un hospital docent de Garches. Forma part d'Assistance publique - Hôpitaux de Paris i és hospital docent de la Universitat de Versalles Saint-Quentin-en-Yvelines.
Va ser creat el 1936.